# Ernst Good
Ernst Good (n. 14 ianuarie 1950, Balm bei Günsberg⁠(d), Cantonul Solothurn, Elveția) este un schior alpin ce a reprezentat Elveția, medaliat olimpic. A participat la o ediție a Jocurilor Olimpice (1976) în care a câștigat o medalie de argint.

## Participări
Lista de mai jos prezintă principalele competiții la care a participat Ernst Good de-a lungul carierei.
- alpine skiing at the 1976 Winter Olympics – men's giant slalom[*]